# Lewis Bernstein Namier
Lewis Bernstein Namier, pierwotnie Ludwik Bernstein Niemirowski (ur. 27 czerwca 1888 w Woli Okrzejskiej, zm. 19 sierpnia 1960) – brytyjski historyk, urzędnik, a także działacz syjonistyczny.

## Życiorys
Urodzony w bogatej, zlaicyzowanej i spolonizowanej rodzinie żydowskiej jako Ludwik Bernstein, syn Józefa Bernsteina (1858–1922) i Anny z Sommersteinów (1868–1945). Rodzina zmieniła później nazwisko na Niemirowski. Studiował we Lwowie, Lozannie, gdzie wywarły na niego znaczny wpływ wykłady Vilfredo Pareto.
W roku 1906 Bernstein wyemigrował do Wielkiej Brytanii, gdzie w 1913 uzyskał brytyjskie obywatelstwo. Wszedł w środowisko fabian. Za ich namową i poparciem rozpoczął studia w London School of Economics oraz w Balliol College w Oksfordzie (1908–1912). W 1912 roku, jako student studiów podyplomowych w Oksfordzie, rozpoczął badania nad problemem imperialnym podczas Rewolucji Amerykańskiej. Badania te kontynuował w latach 1913–1914 w Nowym Jorku, dokąd wysłał go Walter Rothschild.
W latach 1914–1915 walczył w jednostce strzelców brytyjskich na froncie I wojny światowej, został jednak zdemobilizowany z powodu wady wzroku. Po zmianie nazwiska na Namier służył w Departamencie Propagandy (1915–1917), Departamencie Informacji (1917–1918) i Wydziale Wywiadu Politycznego Ministerstwa Spraw Zagranicznych (1918–1920).
W 1920 roku powrócił do Balliol College, gdzie zaczął współpracować z Leonardem Steinem – przyszłym sekretarzem Światowej Organizacji Syjonistycznej, prezesem Stowarzyszenia Anglo-Żydowskiego (ang. Anglo-Jewish Association) i czołowym politykiem brytyjskiej Partii Liberalnej (ang. Liberal Party).
Wraz z Arnoldem J. Toynbeem był jednym z głównych doradców premiera Davida Lloyda George’a, który reprezentował interesy brytyjskie w sprawach dotyczących dawnego imperium habsburskiego, Polski i ogólnie Europy Wschodniej podczas konferencji pokojowej w Paryżu. W tym okresie był głównym antagonistą Romana Dmowskiego. Namier popierał natomiast Piłsudskiego jako jedynego człowieka, który może rządzić Polską. W 1919 popierał przyznanie Polsce Gdańska. Nie mógł jednak w tej sprawie wywrzeć wpływu na politykę angielską, ponieważ w tym wypadku poglądy jego nie odpowiadały jej założeniom. Swoje stanowisko względem Polski zmienił zasadniczo w 1939 roku. Zarzuca mu się manipulowanie statystykami etnograficznymi na Kresach Wschodnich i w Galicji.
Po zakończeniu pracy w Foreign Office w 1920 r. pracował krótko jako przedsiębiorca, a także wykładał historię na uniwersytetach w Oxfordzie i Manchesterze.
Jako aktywny działacz syjonistyczny pełnił funkcję sekretarza politycznego Agencji Żydowskiej w Palestynie (1929–1931) i współpracownika Chaima Weizmana. W Agencji Żydowskiej współpracował z syjonistką Blanche Elizabeth Campbell „Baffy” Dugdale, siostrzenicą Arthura Balfoura. Przez pewien czas był zastępcą Chaima Weizmana w Anglo-Żydowskim Komitecie dla Uchodźców z Niemiec. Pomimo późniejszej konwersji na anglikanizm Namier do końca życia pozostawał cennym sprzymierzeńcem ruchu syjonistycznego. Był projektodawcą stworzenia przez rząd brytyjski Żydowskiej Siły Zbrojnej w Palestynie oraz organizatorem pomocy Żydom. W przededniu wybuchu II wojny światowej powrócił do pełnoetatowej aktywnej pracy syjonistycznej.
Syjonizm Namiera miał charakter przede wszystkim polityczny, a nie religijny czy kulturowy. Namier, wychowany w zlaicyzowanej i spolonizowanej rodzinie, słabo znał zasady judaizmu oraz zwyczaje żydowskie. Rozumiał syjonizm przede wszystkim jako ideę stworzenia siedziby narodowej dla Żydów.
W 1931 roku objął Katedrę Historii Nowoczesnej w Uniwersytecie w Manchesterze, którą kierował do 1953 r. Wykładał sporadycznie w Oksfordzie. Dzięki jego zabiegom Oksford przyznał Żydom dużą liczbę najważniejszych stanowisk profesorskich, mimo że wielu z nich przybyło do Anglii w wieku średnim. Wśród nich byli: Isaiah Berlin (historia idei i filozofia), David Daube (prawo cywilne), Francis Simon (chemia i fizyka), Hans Adolf Krebs (laureat Nagrody Nobla w dziedzinie medycyny), Herbert Max Fraenkel (ekonomia kolonialna), Edgar Wind (sztuka), Arthur Lehman Goodhart (prawo). W 1953 roku Namier wygłosił wykład w Królewskiej Akademii Sztuk Pięknych w Londynie pt. Jerzy III: studium osobowości.
Lewis Bernstein Namier był najbardziej znany jako historyk osiemnastowiecznej monarchii brytyjskiej, brytyjskiego systemu partyjnego i parlamentarnego. Specjalizował się również w historii dyplomacji, gdzie jako admirator Sigmunda Freuda zajmował się „psychohistorią”, czyli zastosowaniem metod psychoanalizy do badania wpływu aspektów psychologicznych na decyzje dyplomatyczne i zachowania dyplomatów oraz polityków. Uważany był za historyka „reakcyjnego”, a jego metody badawcze uznawano za kontrowersyjne. Wszystkie pisma Namiera są wariacjami na ten sam temat: spójność kontra dezintegracja. Uważano go również za czołowego germanofoba w brytyjskich sferach intelektualnych.

## Życie prywatne
Wychowywany w całkowicie zlaicyzowanej rodzinie żydowskiej, o swoim pochodzeniu dowiedział się dopiero w wieku 9 lat. Pod wpływem antysemickiej dyskryminacji postanowił jako dorosły powrócić do judaizmu. Przed poślubieniem drugiej żony przeszedł na anglikanizm. W 1952 otrzymał tytuł rycerski (knight), nadany przez królową Elżbietę.
Jego pierwszą żoną była poślubiona w 1917 Clara Sophie Poniatowski Edeleff (1891–1945). W 1947 poślubił Julię Kazarinę, primo voto de Beausobre (1893–1977), emigrantkę z ZSRR, więźniarkę łagrów.
Miał jedną siostrę: Teodorę Modzelewską, która była matką Anny Kurskiej oraz babką Jarosława Kurskiego i Jacka Kurskiego.

## Dzieła i prace
- The Structure of Politics at the Accession of George III, 1929
- England in The Age of the American Revolution, 1930
- Skyscrapers and other Essays, 1931. Contains his essays on Austrian Galicia
- In the Margin of History, 1939
- Conflicts: Studies in Contemporary History, 1942
- 1848: The Revolution of the Intellectuals, 1944
- Facing East: essays on Germany, the Balkans and Russia in the twentieth century, 1947
- Diplomatic prelude, 1938–1939, 1948
- Europe in Decay: A Study in Disintegration 1936–40, 1950
- Avenues of History, 1952
- In the Nazi era, 1952
- Basic Factors in Nineteenth-Century European History, 1953
- Monarchy and the party system: the Romanes Lecture delivered in the Sheldonian Theatre 15 May 1952, 1952
- Personalities and powers, 1955
- Vanished Supremacies; essays on European history 1812–1918, 1958
- Crossroads of Power: essays on eighteenth-century England, 1962
- The House of Commons 1754–1790, 1966, 1964, edited by John Brooke & Sir Lewis Namier

## Przekłady w języku polskim
- „Monarchia i partie polityczne”, przeł. Marian Kukiel, [w:] Współcześni historycy brytyjscy. Wybór z pism, oprac. i przedmową zaopatrzył Jerzy Z. Kędzierski, słowo wstępne G.P. Gooch, Londyn: B. Świderski 1963, s. 283–304.
- 1848 – rewolucja intelektualistów, przekł. Andrzej Ehrlich, Kraków: Towarzystwo Autorów i Wydawców Prac Naukowych „Universitas” 2013.